# うらら迷路帖
『うらら迷路帖』（うららめいろちょう）は、はりかもによる日本の漫画作品。『まんがタイムきららミラク』（芳文社）にて、2014年6月号で連載を開始、同誌の休刊により『まんがタイムきらら』（同社刊）に移籍し2018年2月号から2019年7月号にかけて連載された。

## あらすじ
ストーリーの区分けは便宜上のもの。
十番占編（テレビアニメ化相当分）
女性の占い師「うらら」が治める町「迷路町」。そこへ五殿山からやってきた野生児「千矢」は道中で同じうららを志す「紺」「小梅」「ノノ」、師である「ニナ」らと出会い、師が経営する「棗屋」で見習い占い師・十番占（じゅうばんうら）となる。千矢の目的は名前も知らない母を探し出すことで育ての親である「セツ」から千矢の母が迷路町にいると言われたと言う。人としての常識も欠けている彼女は壁にぶつかりながらも人として、うららとして仲間と共に成長していく。仲間たちと鍛錬の日々を過ごす中、「白無垢祭」の最中に千矢は黒い耳と赤い目を持つ謎の生物・くろうと出会う（1巻）。
くろうの正体が依然として分からないまま、元の日常に戻った千矢たち。ある日、泉での授業中に紺はふとした好奇心から使ってはいけない秘術である泉中術で泉の中に潜む「何か」を目にしてしまう。うららの禁忌に触れてしまったと落ち込む紺であったが、千矢の励ましやコックリ占いが変わらず使えたことから喜ぶ一同であったが、泉で遭遇した「何か」の正体は依然として分からないままになってしまった（2巻）。
別の日、千矢は街で闇うららに絡まれていたところを二番占「時江」に助けられる。水晶占いで千矢の目的を覗き見ようとした時江であったが黒く濁った水晶は何も映し出さずそのまま砕けてしまう。千矢の目的を聞いた時江は千矢にうららとしての道を説くが水晶が割れる直前に見えたくろうの存在に千矢の母と千矢自身に懸念を抱く。
時江が棗屋にやってきたのは千矢たちに危機が迫っていることを告げるためであった。仲間たちと連携してその危機を乗り越えた千矢たちに時江は危機が来る九番占の予選試験であったことを語る。
予選を突破した千矢たちは九番占試験へと挑む。試験の最中に千矢は1人だけ黒い手のような怪物に攫われてしまい、そこで怪物から千矢は「裏切りうらら」の「矢見」の娘であることを突き付けられる。思わぬ状況で母の名を知った千矢だが命の危機に晒されてしまう。くろうを呼び出した千矢はそのまま、くろうの力と再会した紺たちと一緒に九番占試験に無事合格する。（2-3巻）。
九番占編
九番占となった千矢たちはうららの学校「九占塾」で夢占いの使い手「臣」、椿研究室の五番占「椿」と出会い椿研究室へと弟子入りすることとなる。家を再興させるために一番占を目指す臣は夢占いで千矢に似たうららの姿を見たという。椿研究室での日々を過ごす千矢たちは九番占の合宿にてうららとしての実力を高めるが千矢だけはくろう占いが全く使えないままであった。その原因を探るため、臣は夢さぐりの術で千矢の夢の中へと侵入する。そこで千矢はくろう占いの鍵を得ることが出来た（3-4巻）。
八番占試験に向けて棗屋と巽屋へと里帰りした千矢たち。その最中、ノノはニナが自分のために一番占の道を諦めたことを知り、椿研究室での日々から教師になる夢を持ったことをニナに語る。巽屋では仲間たちとの差を感じている千矢が時江から水晶占いの手ほどきを受け、「占いに大事なのは誰かを思う気持ち、誰かの力になりたい自分の心」ということに気が付く。
八番占試験を兼ねた九占祭の日、無理難題を吹っかける祭荒らしの少女「りら」の存在が参加者たちの間で話題となる。九占塾理事長の娘というだけで自らが持つうららになる夢を否定されたりら。千矢はくろう占いで彼女の過去を見、その夢を改めて父に話すことを提案する。そして、千矢含めた椿研究室の面々は全員が八番占試験を突破するのであった（5巻）。
八番占編
八番占となった千矢たちは自分たちの店「なつみ屋」にて最後の見習いうららとして働く日々を送る。ある日、闇うららの窃盗事件に遭遇した千矢と紺は千矢の育ての親である薬売りのセツと再会する。互いの再会を喜ぶ2人だったが千矢は水晶占いでセツが抱える闇を見つける。それはセツの記憶から千矢の母である矢見の名や顔、記憶が全部消えてしまったこと、そして「伝説の一番占は存在しない」こと。塗りつぶされた帳面と共に千矢たちは巽屋を訪れる。そこで時江は現在の迷路町には一番占が存在しないこと、一番占試験は存在せず、神からのお告げを聞いた二番占だけが一番地の扉を開く祝詞を教えられることを話す。時江もまたセツと同じように矢見の存在を忘れてしまっていたのだった。
一年振りの白無垢祭に十番地が沸き上がる中、千矢は久しぶりに本物のくろうと再会する。くろうの「中」を覗き見た千矢は泉で紺と共に見たお化けと遭遇してしまう。ショックを受けて寝込んでしまった千矢を助けるために紺たちは臣の夢さぐりの術で千矢の夢の中へと潜り込む。千矢と再会した紺たちであったが同時に湧き出たお化けたち、迷路町の「神様」の真実を知ることになる（6巻）。
お化けたちの正体は神の秘密を暴こうとしたうららたちの成れの果てだった。更に彼女たちを呪った神の正体は迷路町そのものだと言う。秘密を知ってしまった彼女たちは千矢自身を除き、神によって呪いをかけられてしまった。呪いが進行すればいずれは紺たちも迷路町に取り込まれ、人々の記憶から消え去ってしまうことになる。
千矢たちから相談を受けた時江は矢見の過去を語る。一番占が誕生した白無垢祭で見かけた同じ千里眼を持つ男性こそが千矢の父「九郎」であった。九郎から矢見がまだ生きていることを知らされた千矢たちは自分たちの想いや決意を泉で語り合い、時江たちの尽力により矢見は九番占試験で訪れた大蛇の胃袋の最深部にいることが発覚した。仲間たちの手を借り、最深部へと辿り着いた千矢と九郎。そこにいたのは人の形を保ってはいるもののお化けたちと同じように呪いを受け黒く染まった母・矢見の姿であった。
迷路町は町の維持のために花嫁を求めており、類稀なる力を持つ矢見を花嫁として迎えようとしていた。自らを犠牲にすることで町や友を守れるのならと思っていた矢先に九郎と出会い、千矢を身籠ったことが「裏切り行為」と見なされ、九郎ともども町の呪いを受けてしまう。迷路町は矢見と同じ力を持つ千矢に自らの花嫁になれば友を救うと問いかける。一番占になると誓う千矢だが運命に流されてはいけないと矢見と九郎が止める。しかし、千矢は運命に流されるわけではない、自分が犠牲になるわけではない、自分が今まで築き上げた友との未来を守るために一番占になることを改めて誓った。その言葉を「意志のある花嫁」の言葉として受け取った迷路町は紺たちの呪いを解き、矢見と迷路町の縁を切った。
縁を切ることで呪いの力により身体を維持できなくなった矢見と九郎は天へと昇って行く。それから7年後。一番占となった紺の白無垢祭にて四番占・小梅は棗屋主人となった五番占のノノ、巽屋師範代の二番占・臣らと再会する。千矢1人に町の全てを背負わせまいとする紺は共に一番占になる約束を果たし、これからも仲間たちの前で千矢と一緒に歩んでいく約束をすることで物語は幕を閉じる（7巻）。

## キャラクター

### メインキャラクター
紺とノノはもとから迷路町の住人である。コミックス3巻で九番占昇格試験、コミックス5巻で5人とも八番占昇格試験に合格。
千矢（）
声 - 原田彩楓
年齢 - 15歳→23歳(最終話) / 誕生日 - 不明→4月2日 / 血液型 - O型 / 身長 - 154センチメートル / 得意な占い - くろう（コミック5巻時点では正体不明）・水晶占い（くろう占いの代替）
兄弟関係 - 不明 / 憧れの人 - 矢見 (母) / 好きな食べ物 - おにぎり / 嫌いな食べ物 - なし / 好きなこと - 外で走り回ること / 苦手なこと - 勉強
本作の主人公で、見習いうらら。爪の色は白。五殿山出身。顔も名前も知らない母親に会うために迷路町へとやって来た野生児で露出度の高い格好をしている。靴を履くのも嫌だと言っていつも裸足。たまに服をちゃんと着る機会があるといつも「窮屈」と呻いてすぐ脱ごうとするが、髪を含めて身なりを整えた姿は周囲の人々からは好評で非常に可愛がられる。
地面に届くほどの長い髪が特徴であり、とても大事にしている。尤も、迷路町に来る以前は髪を整える習慣がなかったのか傷んで絡まりやすく、騒動を巻き起こしたこともある。幼いころのあるサバイバルなトラウマからハサミ恐怖症。ハサミ繋がりでカニも苦手である。そのため、「髪を切る」という行為を激しく嫌っており、伸びすぎた前髪を切ろうとした紺に「切ったら絶交」と突き付けるほど。
非常に破天荒で、知らず知らずの内に人間を含めたあらゆる動物に懐かれて寄り付かれてしまう体質の持ち主。狩猟生活をしてきた野性児であるため学校や社会などの常識が全く通じない。一般的な感情も欠けており、かなりの恥知らずで、「恋と言えば発情期と交尾」「謝るときはお腹を見せる」などの野性の言動から『天然痴女』などと罵られることさえある。特に初期は他人が謝るときもお腹を出させるために躊躇なく服を脱がすなど暴走しがちであった。
なにもわからないことを「先行きが楽しみ」と前向きに捉えるなど基本的には底抜けにポジティブな人物。直勘と嗅覚に優れ、人の所在や食事処はおろか相手の人格までかぎ分けることができ、一時期は椿の「占い業界は懐が深いから（適当な占いでも）言い張れば認められる」という入れ知恵もあって「におい占い」を半ば本気で志したこともあった。“待て”ができない性格から騒動を巻き起こすこともあるが、恥じらいがない故に真っ直ぐ裏表なく相手を誉めたり支えたりすることができ、そのポジティブさや真っ直ぐな言葉に救われた者も多い。本人も生来の優しさと素直さから悩んでいる人を放っておけず、相手の悩みが解決するまでは野生ならではのフットワークで決して逃さず、どんなトラブルにも積極的に関わる性分。5巻では占いの力の本質を「相手を想うこと」と見出だして大きな成長を遂げた。6巻では母・矢見が人々の記憶から失われ、彼女と会える可能性が限りなく低いこと、当初頼りとしていた伝説の一番占が実在しない(とされている)ことを知るが、迷路町で人と出会い成長した千矢はもはや母に会うためだけでなく自身の夢として占をしていることを語った上で「自分が母を見つける」と宣言するなど前向きさを忘れなかった。
占としては直勘タイプで、占物の扱いが不器用なため、当初から自分に得意な占いがないことと仲間たちがドンドン先へ進んで行くことに悩む様子を見せていた。くろうと出会った後も自由に呼び出すことは出来ず、占いの方法、ひいてはうららとしてのアイデンティティに悩むことも多かったが、5巻では「（水晶で物事を見通す様が）くろう占いと似てる」ということで時江のもとで水晶占いを修め、お下がりの水晶玉をもらい受ける。臣の協力をきっかけにくろうの力を徐々に引き出せるようになりつつあるが、負担も大きいようである。6巻ではくろう占いが神の力を借りて未来を見通す占の占いとは違い、神の力に頼らず占自身の占力のみで未来も過去も見通す『千里眼』であり、千矢の疲労は通常の占いと違い、神の力を頼っていなかったためであることが語られた。くろうのことや出生のこと、「神様が見えやすい（紺曰く）」体質のことなど謎の多い人物である。
八番占昇格試験を兼ねた九占祭では塾内全体を移動しながら水晶玉と身軽さを使った大道芸のような形で注目を集め、そこから水晶占いのお客をとる「ち屋」を展開。金貨九枚を順調に集め、最後の一枚として九占祭荒らしのりらに狙いを定める。りらの閉ざされた心から水晶占いこそ失敗し、水晶玉自体がもみ合いになった際の事故で破損するものの、土壇場でくろう占いに成功し、その望みを言い当ててアドバイスを与えたことで認められ、金貨を獲得。晴れて合格となった。
八番占の修行として仲間たちとともに開店したなつみ屋では水晶占いを提供している。客として訪れたセツに「かっこいい水晶占い」としてアクロバティックなポーズを披露したりとまだ暴走するきらいはあるが、彼女が会いに来た理由を見通すなど占としての能力は安定を迎えているようである。
迷路町に来てから二度目の白無垢祭りにてくろうと再開し、母矢見に関する新情報から先を知るべくくろう占いにてくろう自身のことを探ろうとしたことで『お化け』を目撃。視界から消えない『お化け』と彼らの語る真実に恐怖を漏らしたきり深い昏睡状態に陥ってしまう。その後、夢の中へとやってきた紺たちと再会する。
母を助けるために仲間たちや父・九郎と共に大蛇の胃袋の最深部にて神と対面、力を付けて一番占になることを誓い、紺たちにかけられた呪いを解いた。最終話では紺より早く一番占へと昇格した。
作中では誕生日が不明であり、7巻では今まで「その年の桜が咲いた日が誕生日のお祝い」とされていたため、紺が千矢の真の誕生日を占いで見つけると挑戦し失敗していた。その後、作品完結の翌年に作者より「紺が突き止めた」ということで4月2日が誕生日であったことが発表された。
くろう
黒いマントのような体に黒いウサギのような顔と、赤い大きな目を持つ謎の存在。
紺のこっくり占いで千矢の得意な占いとして示された『く』『ろ』『う』の三文字の答えであり、単行本端書きでは千矢の占物とされている。千矢に力を貸すことで悪霊を祓ったり占いの力を高めることができる。
白無垢祭で御神酒に酔った千矢の前に白昼夢のような形で初登場。その後、九番占昇格試験で『黒い影の手のお化け』に拉致された千矢が「くろう」と唱えると涌き出るように出現。千矢を飲み込む形で一体化して護るとともに、その赤い瞳を光らせ何でも写すくろう占いを発現させ、千矢に母・矢見の生涯の断片を見せるとともに『お化け』を退散させる。その後、千矢の訴えに応えて仲間たちのもとへの道やゴールまでの道を見せ、無事に迷路を抜けたことを確認すると姿を消した。
臣と千矢の行った夢うつしの術でも登場し、一体化して占いを行ったが、これは臣曰く千矢の夢の中の存在であり本物ではないらしい。九占祭では千矢が呼び掛け、くろう占いに成功するが、姿は表さなかった。
白無垢祭の話を聞いた紺には迷路町の神様の一人と目され、臣からも神秘的な姿と形容されるが、6巻収録内容の時点では実態は不明。千矢を拉致した『お化け』らは「何者だ」と息巻いており、少なくともそれらとは別の存在のようではある。
6巻では2度目の白無垢祭りにて再登場。千矢に覆い被さり雨粒から庇うなど優しく暖かい行動と懐かしい臭いから母を感じさせた。
7巻でその正体が千矢の父親・九郎であることが判明。迷路町の呪いにより姿を変えられ記憶を奪われて町を彷徨っていた。時折、千矢の前に姿を現したのは無意識に呼ばれたような気がしたから。

巽 紺（）
声 - 本渡楓
年齢 - 15歳→23歳(最終話) / 誕生日 - 3月15日 / 血液型 - A型 / 身長 - 158センチメートル / 得意な占い - 狐狗狸 
兄弟関係 - 一人っ子 / 憧れの人 - 時江/ 好きな食べ物 - みかん / 嫌いな食べ物 - 油揚げ / 好きなこと - 勉強 / 苦手なこと - 恥ずかしい格好
見習いうらら。名門茶屋・巽屋の一人娘。爪の色は赤。成績優秀で真面目。4人の中でリーダー的存在で仮装要員。母・時江を宿命のライバルのように思う一方でとても尊敬しており、千矢とは共に一番占になろうと誓い合った。
掲載誌であったまんがタイムきららミラクの2016年9月号P4のアニメ特集内の記載によれば背だけでなく胸もメイン4人（当時）で一番大きいということである。また、お腹も一番すべすべと言及されている。
母譲りの負けず嫌いの一方で、幼いころからいつも一人だったため仲間と一緒に何かをすることに強い憧れをもっている。その憧れは児戯から禁呪まで広範。「学園祭で友だちと遊ぶ」ことにも憧れていたが、試験をかねている九占祭では遊べないと慟哭した。
幼いころからうららに憧れて勉強を重ねたため知識は非常に豊富。しっかりものな性格も手伝い、九番占昇格試験では棗屋チームのリーダーを務めるなど頼れる存在。しかしその広範な知識のあまり、奇行に走ることも多い「変な子」とも扱われる。また様々なコスプレを披露するお色気担当ともされるが、本人にその気はなく、むしろある意味では箱入り娘なこともあり非常に初な恥ずかしがり屋で、コスプレからお狐様に強要された狐耳の装着などことあるごとに赤面している。特に千矢にお腹を出されたことは非常にショックだったようで「お嫁にいけない」と強く落ち込んでいた。また臣の夢占いの手法に「いかがわしい」とツッコむことも多い。
精神的には不安定なところも見られ、些細なことで涙ぐんだり妬いたり落ち込んだりすることも多い。特に強い絆で結ばれた親友であり、同時に最大のライバルと見定めた千矢に関することではその傾向が強い。千矢のくろう占いに対する一時的な解決へ導いた臣に対してやきもちを焼いていたが直後に「やきもちを焼いてみたかったけど、あんまり楽しくないのね」と答えを出している。
2巻で狐狗狸占いに失敗して狐に憑りつかれた経験から、修行により狐を硬貨ではなく自分自身に降ろせるようになり、九番占昇格試験で披露。九占祭では、同じく狐を自らに降ろして占い、無事に試験に合格した。その後は千矢に負けたくない一心から水晶占いの修行もしており、なつみ屋ではレパートリーに加えている。
最終話では千矢より遅れる形で一番占に昇格。水晶玉に宿ったお狐様の力で占う「狐水晶占」の使い手となった。
千矢の夢や心の中では狐のイメージ。
お狐様（おきつねさま）
紺が自らに降ろす狐霊。2巻で初登場。
元々は4人で行ったコックリ占いで降りてきた『コックリさん』で、途中、小梅が還す手順を踏む前に硬貨から手を離してしまったことで小梅、ノノを経て紺に憑依してしまう。この時は紺を想う千矢の真摯な頼みに免じて還っていったが、この一件をキッカケに修行を重ねた紺により、九番占昇格試験以降、紺自身の意思で紺に降ろされ活躍する。
紺の体と相性がいいらしく、憑依している間は金縛りや念力などの神通力を使うことができる。しかし、なぜか千矢にだけは通じず、逆に野生仕込みの愛撫に陥落。嫁入りを宣言するほど気に入り、以降は登場の度に千矢に撫でるよう催促するようになる。
千矢に眠るくろうの力に気付いたことを仄めかし、九番占昇格試験では鍵矢まで的確にチームを導くなど、占いでは強力な存在。一方、紺の体で遠慮なく狐の振る舞いをするため、紺本人は頼りにしつつも恥ずかしがっている。狐と人格を入れ換えて話す様は、九占祭では『こっくりまんざい』、アニメ版ではノノから人格破綻者などと言われた。
九占祭で紺に降ろされた際には、絆を深めてより強い力を出すべく「つけ耳を着用」「油揚げ一年分」「休憩は一時間に一回」「成功報酬は千矢からの撫で撫で一晩」などの条件をつけるようになる。そうして絆が深まったためか、6巻ではもはや紺自身の意思なくお狐様が呼んでもいないのに勝手に降りてくるまでになっている。最後は紺を自らの正式な依り代と認定した。

雪見 小梅（ゆきみ こうめ）
声 - 久保ユリカ
年齢 - 15歳→23歳(最終話) / 誕生日 - 2月1日 / 血液型 - B型 / 身長 - 156センチメートル / 得意な占い - 振り子 ・タロット ・書物占い
兄弟関係 - 一人っ子 / 憧れの人 - マリ / 好きな食べ物 - あんみつ / 嫌いな食べ物 - しいたけ / 好きなこと - おしゃれ・おやつ・西洋文化 / 苦手なこと - 勉強・ダイエット
見習いうらら。雪見財閥の令嬢。爪の色は紫。自分の名前を「古臭い」という理由で嫌っており、度々「ミス・プラム」と名乗っている。西洋趣味なのは、小さいころに出会った魔女マリ・キスピルクエット（後述）の影響を受けているからである。マリには一年で三百六十五通の手紙を書くなど愛が重い。
「月刊倫敦」という小説誌を愛読しているためか、作中で何か出来事があると妄想じみた物語を作る癖がある。自身が占いで使う振り子にも、振子・ユレール（声 - 春野杏）という擬人化した設定がある。椿を説得する際にはこの妄想が役に立った。
マリと「この国一番の魔女（＝一番占）になったら再会する」という約束を交わしており、そのため実は四人のなかで最も早く一番占を志していた。ミーハーさや西洋への憧れが高じている節もあるが、横文字を駆使したオリジナルの祝詞を考案したり占いのレパートリーを多く持つなど、うららとしての向上心も高い。
棗屋のメンバーの中では扱う占いの数が3つと多く、臣からは「小梅は浮気者ね」と評された。
九占祭では、マリを意識した髪形に変え、客対応のマニュアルまで用意した西洋館占いマドモアゼルプラムを展開。彼女を意識した話術で客をひきつけ、試験に合格する。
6巻では非番の間に千矢とともに仲間たちの人形を作っており、自らを模したぬいぐるみで人形占いに挑戦するが、なぜか叫び声をあげる怨霊のようなコミュニケーション不可能な人形になってしまった。セツが与えていた千矢の母に関する情報に初めから不信感を感じていたらしいが、場の空気を呼んで沈黙を選んだ。
最終話では四番占へと昇格し、マリと共に呪術や呪いを学ぶ旅に出ている。
千矢の夢や心の中では猫のイメージ。
棗 ノノ（なつめ ノノ）
声 - 佳村はるか
年齢 - 15歳→23歳(最終話) / 誕生日 - 12月16日 / 血液型 - A型 / 身長 - 152センチメートル / 得意な占い - 人形占い
兄弟関係 - 姉が一人 / 憧れの人 - ニナ（姉） / 好きな食べ物 - みんなでお鍋 / 嫌いな食べ物 - 牛乳 / 好きなこと - 歌うこと・人形遊び / 苦手なこと - 知らない人と話すこと
見習いうらら。棗屋の娘。爪の色は黄色。人見知りで他人を極度に恐れる。九占塾ではクラス委員を務める。幼いころに亡くした母の形見であるマツコという人形を常に抱いて愛用するが、その怪談染みた思い出話は仲間たちから度々怖がられている。当初はシャツの上から着物と袴を履いた衣装だったが九番占昇格を機に軽装にしている。
他の3人に比べて才能面で劣るのでは？と気にしているが、3人が驚くほど祝詞を唱えることが上手い。幼少期の思い出から歌に仕立てることで唱えられるその祝詞は「天使の歌声」と称され、聞いた人は癒されて場合によっては眠ることもある。
当初はニナや仲間たちの背中に隠れてばかりだったが、ニナや佐久の背中に守られてきた自分を変えたいと願い、千矢や仲間たちの影響を受けて徐々に精神的に自立。4巻では椿から任された委員長を務めつつその先生としての姿に憧れ、5巻ではニナの一番占への夢を応援するため、また自分の見いだした夢として、棗屋でうららの先生になりたいと語れるようにまでなる。6巻では芽生えてきた自信から人付き合いにおけるマツコからの自立も意識したものの、焦りが悪影響をおよぼし一時的にマツコへの占力が途切れて占いができなくなってしまったが、成長を焦ることはないし成長してもマツコから離れる必要もないと自身を見つめ直し、マツコも復活を遂げた。
九占祭では、客が接しやすく、自らも客に接しやすいように人形劇占いをし、八番占修行の占い店でも人形占いを提供している。また、十番占時代の先生だった姉を差し置いて椿の名を店に戴こうとするなどますます憧れを募らせている。
千矢の夢や心の中では狸のイメージ。
最終話では五番占へ昇格。棗屋の主人となり、りらを生徒にとっている。
マツコ
ノノの占物であり母の形見の大事な人形。専ら「マツコさん」とよばれている。
一見可愛らしい日本人形なのだが、ノノの腹話術（ということに一応なっている）で辛辣な言葉を喋る。髪が伸びる、風邪を引くと枕元に佇んで見守るなど、怪談染みた思い出が度々ノノから語られる。
九占祭ではノノの人形劇のなかで占いの言葉を発し、アシストしている。
6巻では一時的にしゃべることができなくなり、その原因を探るなかで彼女の発声がノノの腹話術ではなくノノの占力による占いの一形態であることが明らかになった。
アニメ版ではエキセントリックな声で喋る、首が勝手に回転する、挙げ句の果てには九番占昇格試験でノノを助けるべく勝手に動いて全身を使ってプレストラップのつっかいとなるなど、明らかに原作から逸脱する方向でパワーアップしている。

二条 臣（にじょう おみ）
声 - 市ノ瀬加那（きららファンタジア）
年齢 - 15歳→23歳(最終話) / 誕生日 - 6月9日 / 身長 - 146センチメートル
巽屋出身で九番占試験を歴代最速で一人で突破した秀才で没落してはいるが貴族の家柄。一家総出で内職をする中で祖父から「伝説の一番占」の話を聞かされて占を目指すようになった。夢占いが得意なため登場時は寝てばかりいたが、その夢の内容は九占塾で千矢達との出会うという夢であり以後、椿研究室で共に学ぶようになる。兄2人と弟2人の5人兄弟の3番目。
占を目指して勉強中に、寝ながら占えるという理由で難易度の高い夢占いの特訓をするようになったところ、いつでもどこでも定期的に寝落ちする体になった。
育ちの関係（生活苦を表に出さないようにする見栄っ張り）で常に無表情だが意外と愛想が良く、何をするにも乗り気である。家にいたころは内職や占になる勉強の傍ら弟2人の面倒も見ていた。
身長146センチメートルと小柄なことを気にしており、佐久のように背の高い人物が隣に立つことを嫌がる。好きな言葉は、富と名声と権力。お金が支払われるのであれば椿の世話をすることも躊躇わない模様。
巽屋時代は体質のせいで親しい友人はいなかったらしく、九番占昇格試験での巽屋代表チーム選出予選ではチームを組めなかった。時江が「1人チームでもいいですよ」と言うので1人で挑戦したところ、そのまま単身合格となってしまった。そのため千矢たちの輪の中に自分も入っている実感を得る度にことのほか喜ぶ。紺には1人ぼっちエピソード、ノノには人見知りでシンパシーを持たれることもある。
夢占いの中で「白い髪に赤い瞳の（千矢と違って）賢そうな」伝説の一番占の姿を捉え、憧れている。
くろう占いに悩む千矢のために、裸で同衾することで相手の夢の中に入りこみ、無くした記憶や隠れた本音を本人の意識と一緒に探す『夢探りの術』を敢行し、千矢とともに矢見やくろうの姿を捉えたことで物語の真実に近づいている。6巻では昏睡した千矢を起こすために一同の占力を結集して夢探りの術を行った。
九占祭では、紺曰く「いかがわしい感じのする」夢占いをしている。客が退屈しないように小梅仕込みの寝相の悪さを芸として披露しているとのこと。昇格試験の金貨はそのまま貰えると知ってやる気に燃え、九番占昇格試験最速突破を喧伝した客引きにより高速かつ大漁にて八番占への昇格を決めた。八番地でも引き続き千矢らと共にしてなつみ屋の店長として店を切り盛りしており、場合によっては借金ができることもあるこの修行を乗り切る経営について頼りにされている。本人も儲けて美味しい肉を食べると意気込んでいた。
千矢の夢や心の中では狼のイメージ。
最終話では二番占に昇格。巽屋師範代を務める。

### 十番地
棗 ニナ（なつめ ニナ）
声 - 茅野愛衣
年齢 - 20歳→21歳→28歳(最終話) / 誕生日 - 6月25日 / 血液型 - O型 / 身長 - 161センチメートル / 姉妹関係 - 妹が一人
得意な占い - 茶葉占い / 好きなこと - 恋占い / 苦手なこと - 恋 / 好きな食べ物 - お茶 / 嫌いな食べ物 - 珈琲 / 憧れの人 - 佐久 / マイブーム - 迷路町カフェ巡り
棗屋の主人で五番占。ノノの姉で4人の先生。スタイルが結構よく、全身タイツを来た時にはボディラインが強調されていた。
朗らかで心優しく他人に厳しいわけでもないが、生徒たちと修行をするために湖に来たときに、自分はバカンスを楽しむ格好をしながら「遊びに来たわけではないので修行をするように」と言うなど、どこか自分に甘い性格でもある。
些細な謝意で「腹を切る」、力不足を感じるとすぐ「山にこもる」などと言い出し、ショックを受けたり落ち込んだりすると泣き喚き出すなどなにかと大袈裟で子供っぽい。苦労話をすると最終的には「みんなにも苦労してほしい！」と結ぶ。
自分に運命の人との出会いが訪れるかを茶の葉で占うのが日課で、好みは「占の仕事や家族のこと、そして可愛い生徒たちを大事にしてくれる人」。
佐久の弁によれば、酒癖が悪く、「酔い始めはご機嫌だがそのうち泣きはじめ、その後は歌って踊って誰彼かまわず占い始め、翌朝我に返って切腹しようとする」とのこと。
「うららはみんな大切な仲間でありライバル」と語る機会が多く、本人も椿をライバル視して精進を重ねてきた。その椿に九占塾で教え子の四人が師事したとあって、対抗心を燃やしている。時江と違って生徒たちの帰りを占いで察知できていないなど、占としてはまだまだ成長途中にある。
ノノがニナの背に守られて育ってこれたように、ニナもノノがいたから頑張ってこられたと言い、ノノのうらら入門の折には「私がノノに色々教えてあげたい」と一番占を目指すのを諦め、棗屋主人を継いだ。その分最近の目覚ましいノノの成長には感激を露にしつつ、一抹の寂しさも感じている。
千矢の中では羊のイメージ。
最終話では三番占として二棗屋の店主を務めている。
色井 佐久（いろい さく）
声 - 諏訪彩花
年齢 - 20歳→21歳→28歳(最終話) / 誕生日 - 8月1日 / 血液型 - A型 / 身長 - 165センチメートル / 姉妹関係 - 兄が一人
得意な占い - 手相占い / 好きなこと - 迷路町散策 / 苦手なこと - 破廉恥なこと / 好きな食べ物 - 辛々ライスカリー / 嫌いな食べ物 - 甘いもの / 憧れの人 - ニナ
ニナの幼馴染で迷路町警ら隊十番地隊長。男言葉で話し、性格は謹厳実直そのものだが根は優しい。色恋の話は苦手で、そのことで千矢達を指導すべきかどうか赤面しながら真剣に悩んだりもする。
その立ち振る舞いから十番地の少女達に人気があるらしく「おっかけ」のようなものが存在するが、本人は意識していない。部下達からは「ニブいけどカッコいい」と思われており、ニナ曰く「昔っからみんなに甘くて優しい」。
ニナのカフェ巡りに付き合うときは微妙に変装する。
かつてはうららを目指しており九占塾まではニナ、椿らと一緒だったが、「うらら失踪事件」の噂が流れ始めたころに警ら隊に転職する。その時に伸ばしていた髪を切っている。
ニナ曰く、九占塾時代はモテモテで手相占いが得意だったらしいが、相手が佐久に手相を見られることを恥ずかしがって逃げられてばかりいる。原因はモテることだが自身は占に向いていないと考えていた。
千矢のなかでは鹿のイメージ。
最終話では警ら隊三番地隊長に就いている。
大島 薫（おおしま かおる）
声 - 高倉有加
誕生日 - 6月1日
佐久の部下。女性。佐久を崇拝に等しいほど尊敬かつ溺愛している。明かされた来歴では北の雪国出身で、塩沢とは幼馴染み。当初はうららを目指し塩沢と家出同然に迷路町にやってくるが、うららからの紹介状がなかったため中に入ることができず不法侵入しようとしたところを佐久に発見され「家に帰って両親に謝って出直してくること」と諭されたことから佐久に憧れるようになり、あらためて警ら隊に入隊することになった。
6巻では千矢らが八番占修行のために立ち上げたなつみ屋の最初のお客となり、佐久が昇進することについての悩みを占ってもらった。
アニメ版では塩沢とともに一話から登場している。
最終話では十番地隊長に就いた。
塩沢 練子（しおざわ ねりこ）
声 - 咲々木瞳
誕生日 - 6月2日
佐久の部下。女性。大島同様佐久を溺愛している。大島とは同郷の幼馴染みで同様の理由で警ら隊に入隊した。
最終話では十番地副隊長に就いた。

### 九占塾
花原 椿（はなはら つばき）
声 - 田村睦心（きららファンタジア）
年齢 - 20歳→28歳(最終話) / 誕生日 - 12月10日
九占塾の教員で五番占。やや着くずした和装にメガネを着用し、キセルが愛用品。
ニナや佐久とは九占塾で同窓だった。花占いの研究をしているがその論文は難解でマニアックなため誰も読んでくれないらしく、紺と臣が一週間ですべて読んだと言った際には感激していた。当初は自分の研究に介入されたくない、ということで弟子取りを拒んでいたが千矢達の寸劇（と雑用をこなしてくれる便利さ）を通しての熱意に負けて師匠になるものの授業にはあまり熱心ではない。
千矢たちからもちゃらんぽらんな先生と思われる反面、ノノからは先生として慕われる一面もあり、うららとしての実力はそれなり以上であるらしい。
ニナによると、何の努力もせずに自分と同等の成績をあげていた。通称「ふまじめがね」。
最終話では位は変わらず、九占塾で教員を務めたままだが月の半分は研究所、もう半分は棗屋で寝泊まりしている。
くるみ
九占塾の事務員。いつも笑顔を絶やさない反面、その笑顔で難題をふっかける。ただの事務員であるはずだがことある毎に行事の進行や解説を行っていることから「九占塾の最高権力者」だと勘違いされた。千矢曰く「危険な人のにおいがする」。えげつない言動の数々から「えぐみ」とも呼ばれる。
千矢たちが大蛇の胃袋に突入する際に「時江に借しを作るのが面白そう」という理由で試験時以外は閉じられているはずの鍵を貸し出した。
吉田屋先輩（よしだやせんぱい）
吉田屋出身の3人の九番占で全員が同じメガネを着用している。九番占になるのに3年かかったため千矢達より年長であり、ライバル意識を持っているが打ち解けやすい性格でもある。
りら
九占塾理事長の娘。うららになることを夢見ていたが、将来は九占塾の理事長を継がせようとする父の意向により断念。以来、九占祭のたびに、うらら達に心ない言葉を浴びせるようになった。しかし、千矢の占いによって「父に正直に話す」という選択肢を見出し、千矢に昇格の金貨を贈った。
最終話では父親である九占塾理事長を説得の末、晴れて棗屋十番占となり、うらら兼理事長への道を歩むこととなる。

### その他
弁天（べんてん）
声 - 井上喜久子
「占物屋弁天」の店主。紺いわく、迷路町のうららを牛耳る重鎮で、通称「古狸」とも。賭博が得意で、出る賽の目を完全に操れるという。
セツ
声 - 甲斐田裕子
千矢の育ての親。千矢の母親こと矢見とは友人関係で千矢が15歳になるまで面倒を見るよう頼まれていたらしい。
九占塾生徒名簿に載っており、元うららだったことが4巻で発覚した。
6巻で登場。元は棗屋出身（当時はニナとの面識はない）で瓦占いを得意とする六番占だったが、迷路町の窮屈な掟が性に合わず、現在は薬屋をしている。千矢に迷路町の紹介状を書いた。
矢見、時江とは同期で親しい間柄。時江とは数年会っていなかったようだが子供を預かって育てていることは知らせていた。矢見の記憶が失われていくために矢見に預けられた千矢との関係がわからなくなっていくなかでも千矢を大切に育て上げた。矢見の記憶がなく確信もない状態で「母親が迷路町にいて占になれば会える」と千矢に伝えていたことを気に病んでいた。千矢が修行の一環とはいえ店を持ったことを機に会いに来て、千矢の占いにより謝罪を行うも、受け入れられるどころか感謝のうえに「お母さんに会わせてあげる」と励まされ、立派な占になったと讃えた。
マリ・キスピルクエット
声 - 矢作紗友里
小梅が5歳のころに雪見家に滞在していたフランス出身の留学生。当時の年齢は18歳（現在は28歳）。小梅の憧れの魔女。
東洋の占いについても勉強しており、夢は世界で一番の魔女になること。非常にいたずら好きで小梅に対してよくいたずらしてからかっていた。小さい梅（プリュネ）から小梅に「マドモアゼルプリュネ」を命名し、「プー」と呼ぶ。
雪見家に来たころに流行り病が起きたことから、周囲の人間に素性を怪しまれてしまい、気まずさを諭した小梅の両親から謝罪されながら帰国した。その際、小梅に弟子入りをせがまれ、「この国一番の魔女（=一番占）になっていらっしゃい」と自らの魔女帽を与えた。
4巻では、小梅が約束を果たすべく東洋の魔女=うららを目指していることを占いによって知り、呪い（という名の激励）のメッセージを込めた西洋魔女の占物「魔女の予言書（ウィッチ・ビブリオ）」を贈り、「立派になって返しにおいで」と新たな約束を結んだ。
最終話では小梅と共に旅に出ている。
時江（ときえ）
声 - 能登麻美子
誕生日 - 1月28日
巽屋の主人を務める二番占で紺の母親。九番占昇格試験では試験官を務めた。
紺が占として尊敬するだけあって、常にうららとしての心得を説く優れた知性と高い品格を持ち合わせた人物。基本的には親切なのだが、大変な負けず嫌いでもあるため大人げのない一面もある。これは「うららは互いに常に良き仲間であり宿敵であるべし」を実践しているからでもある。また根本的に性格がドSのようで、指導方針もかなり厳しい。千矢に一晩水晶占いを指導し、お古の水晶玉を贈るなど面倒見はいい。
水晶占が得意で、千矢やその仲間のことは見通したが、千矢の母親のことを占おうとすると水晶玉が砕けてしまったことから、千矢と母親には何か強い力があると感じ取っている。
5巻では日課の水晶占いにて千矢たちの訪問を完全に先取りして用意していたが、6巻での訪問は予期し得なかったらしく困惑していた。
矢見、セツとは同期。彼女もまた矢見のことを覚えていないが、初対面の千矢に懐かしさを感じていた。臣の見た伝説の一番占の姿から矢見に迫るべく勢いづく千矢らに対し、先述の水晶の破砕を根拠に警告を与えつつも協力を約束した。
闇うらら（やみうらら）
迷路町に複数いる茶屋に属さない占でいわゆる悪質業者。素顔を面で隠しており、いくつもの「うららの心得」に反している。頼みもしない占いを勝手に行うことで法外な対価を要求してくる。九番地では小梅相手に占いを行おうとする2人組の闇うらら、八番地では他店の売上金を盗む闇うららも登場。
矢見（やみ）
九番占昇格試験の際、千矢を拉致した『黒い影のお化け』らが語った「裏切りの罪深きうらら」にして千矢の母。
お化けらによれば呪われてはいるものの生存している。千矢はその姿と生涯の断片をくろう占いにて目撃している。
くろうのヒントを得るべく千矢の夢に潜った臣は、千矢が九番占昇格試験で垣間見た矢見の姿を「夢占いで見た伝説の一番占そっくり」と発言した。
セツ、時江とは同期。九番占昇格試験の際に千矢がくろう占いで垣間見た一場面では三人とも顔は映っていないものの甘味処を前になにやらたむろしている姿が描かれている。他のお化けと化したうらら同様に周囲から彼女の記憶が失われており、セツの日記や、九占塾名簿にて彼女が映っていると思われるページも不気味な黒塗りが施されていた。臣の占いと伝説の一番占はいないとされる話をあわせ、矢見こそが伝説の一番占であり、占と迷路町に関する重大な真実に関与していることが示唆されている。
九郎（くろう）
千矢の父親。幼少の頃から先の事を見通す千里眼を持っていたため、人との関わりを避け、故郷を捨て旅商人になっていた。
ある日、迷路町に立ち寄ったところ、同じ千里眼を持つ矢見と出会ったことから旅の合間に迷路町へ立ち寄るようになり恋仲へと発展していった。
しかし、矢見が千矢を身ごもったことにより、掟に背いたとして呪いをかけられて姿を変えられ記憶を奪われることになる。

## 用語・世界観
占（うらら）
本作に登場する占い師たちの総称で、15歳以上の女性でなければ就くことができない。国中の女の子の憧れ。占は迷路町の神様に力を借りて占いを行うとされており、神様そのものについて占うことは禁忌とされている。
一番占から十番占まで存在し、試験によって昇格していく。十番から八番が見習い占で、七番占から一人で仕事することを許され、五番占から占い茶屋の店主または占学校の教員として新たに弟子を取ることが許される。佐久やセツのようにかつてうららだった者もいるため、一生うららとして生活する、という縛りは無い模様。
6巻で時江が語ったところによると、試験での昇格は二番占までであり、一番占への昇格は神のお告げによるもの。そのためか現在一番占は迷路町に存在せず、伝説の一番占もあくまで噂にすぎない。時江の若いころには一番占もいたらしいが、モチベーションを保つため一番占の不在は若い占には秘密とされている。このことにも矢見の記憶が失われていることとの関連が示唆されている。
占物（うらもの）
占が使用し、神様の力を降ろして占いを行うための道具。水晶玉、タロットカード、花、茶器、人形、矢など、占のとる占い法によって多岐にわたる。これと祝詞を使ってうららは自分の得意とする占いを行う。
札
占の階位を示す大判紙。一から十の数だけが真ん中に大きく書かれており、この番号で占の身分証となる。札以上の数字の地に足を踏み入れることは許されず、場合によっては迷路町から強制的に退去させられることになる。
迷路町を訪れる客には客用の通行札が販売されている。
占力（せんりょく）
占が占いを行うためのエネルギーのようなもの。消費することで迷路町の神様に働きかける。マツコの駆動もノノの占力による。難しい占いであるほど消耗が激しくなり、場合によっては寝込んでしまうこともある。修行により鍛えて増やすことが可能。

迷路町（めいろちょう）
本作の舞台であり千矢をはじめ多くの占たちが居住する町。渦巻き状に外側から十番地から一番地と10の町に区分されている。それぞれの番地の門は厳格に閉じられていて、うららは自分の位と同じ番地までしか入ることが許されず、それを破ると追放される。うららとそれを見守る神様のための町であるため、男性は昼間の客しかおらず、夜には女性の街となる。
基本的にうららしか住めないが女性だけに限られるが商売の許可を得られれば、うららでなくとも住むことが出来る。
迷路町に住まう「神」が迷路町自身であるが概念であるため姿は見えない。一番占を花嫁に迎えることでうららたちは占力を保ち、町も滅ばずに済むとされている。神の花嫁に選ばれた一番占は誰とも結ばれず、一生を清い体のままで過ごす定めを背負う。
十番地（じゅうばんち）
迷路町に踏み入れて最初に立ち入る場所。十番占はここだけでしか活動できない。十番占を指導する占い茶屋は棗屋、巽屋、吉田屋を含め全十店舗ある。
占物屋弁天
弁天の経営する迷路町最大規模の「何でも揃う占物屋」。
珍品や逸品、紺の知識でしか知らないような神刀など数多の貴重な占物、果てはコスプレ衣装まで取り扱っている。
棗屋（なつめや）
千矢ら4人の十番占時代の拠点であり、ニナが主人を務める占い茶屋。
茶の葉占いを営む他、一般的な大衆食堂メニューも取り扱っている。
二階には千矢らの寝室や佐久の仮眠室がある。
巽屋（たつみや）
臣が十番占時代に学んだ大占い茶屋。時江が主人を務める。紺の実家。
二番占が治める大手にふさわしい威容の建物で、弟子も昇格試験のための予選のチーム戦が行われるほど多い。
白無垢祭
うらら達が白無垢に身を包み、街中を練り歩くお祭り。
その昔、神が自分の花嫁を探していることを知ったうらら達が競ってお宮にお参りし、それを喜んだ神たちが花嫁選びに興じたことが由来。
男女問わず祭りを見学することができるがナンパ目的の男客も多く、警ら隊による捕り物も白無垢祭の伝統となっている。
大蛇の腹
九番占昇格試験が行われた迷路町地下の大迷宮。
普段は危ないので封印してあり、昇格試験の際にのみ解かれる。二番占である時江ですら全容を把握しておらず、先生らも迷う。
九番占昇格試験は各茶屋の十番占でチームを組んでこの迷路のなかをさ迷い、占いで後を追ってくる各占い茶屋の店主の妨害を潜り抜けて、占いを頼りに『鍵矢』を入手してゴールを目指すもの。鍵矢は三本しかなく、必然的に合格できるのも三チームのみとなる。鍵は九占塾のくるみが管理している。
落とし穴から落ちた最下層では千矢を拉致したお化けも蠢いている。

九番地（きゅうばんち）
ここに住む人々は洋装でハイカラな人が多い。
九占塾（きゅうせんじゅく）
九番占試験に合格した千矢たちが第24話から通うことになった全寮制の占学校。現役のうららが教員を務めており、校内にはさまざまな占いの研究室を構えている。
生徒はその中から自分たちで教わる先生を選べる。そこで修行を積み、八番占試験に合格すれば卒業できる。期限は3年間。
九占祭（きゅうせんさい）
九占塾の学園祭であり八番占試験でもある。うららたちは祭にやってきた客を得意な方法で占い、その占いに納得した客から金貨を一枚貰え、十枚集めれば合格になる。金貨は占の得た報酬としてそのまま貰って帰れる。
うらら失踪事件
ニナ、佐久、椿たちが同期だった時に起きた事件。ある日突然、うららたちが煙のように姿を消すという「噂」が流れていた。結局は「噂」に過ぎず消えたうららもいなかったのだが佐久はニナを守るためにうららを辞め、警ら隊に志願することになる。
九占塾名簿の不気味な黒塗りページや矢見の消失に関連していることが示唆されている。

八番地（はちばんち）
なつみ屋
八番占試験に合格した千矢達が八番占の修業として茶屋の経営を学ぶために始めた店。店名の由来は、棗屋の「なつ」、巽屋の「つみ」から。

## 書誌情報

### 単行本
- はりかも 『うらら迷路帖』 芳文社〈まんがタイムKRコミックス〉、全7巻[16]
  1. 2015年1月27日発売、ISBN 978-4-8322-4517-4
  2. 2015年11月27日発売、ISBN 978-4-8322-4636-2
  3. 2016年5月27日発売、ISBN 978-4-8322-4696-6
  4. 2017年1月27日発売、ISBN 978-4-8322-4796-3
  5. 2017年12月27日発売、ISBN 978-4-8322-4904-2
  6. 2018年10月25日発売、ISBN 978-4-8322-4987-5
  7. 2019年7月25日発売、ISBN 978-4-8322-7109-8

### 関連書籍
- 『うらら迷路帖アンソロジーコミック 1』2017年2月27日発売[16]、ISBN 978-4-8322-4812-0

## テレビアニメ
2016年3月16日発売の『まんがタイムきららミラク』5月号にてアニメ化が発表され、2017年1月より3月までTBS、CBC、サンテレビ、BS-TBSにて放送された。キャッチフレーズは「占い×おんなのこ×青春物語」。ナレーションは井上喜久子が務める。

### スタッフ
- 原作 - はりかも
- 監督 - 鈴木洋平
- シリーズ構成 - 赤尾でこ
- キャラクターデザイン - 大塚舞
- プロップデザイン - 谷口元浩
- 美術監督・美術設定 - 奥村泰浩
- 色彩設計 - 石田美由紀
- 撮影監督 - 大河内喜夫
- 編集 - 後藤正浩
- 音響監督 - 本山哲
- 音楽 - 田渕夏海、中村巴奈重、宝野聡史
- 音楽制作 - 日音[18]
- 音楽制作ディレクター - 水田大介、田村宏樹、西村潤
- プロデューサー - 田中潤一朗、福良啓、小林宏之、松倉友二、山﨑日郎、中目孝昭
- アニメーション制作プロデューサー - 藤代敦士
- アニメーション制作 - J.C.STAFF
- 製作協力 - NBCユニバーサル・エンターテイメント、芳文社、J.C.STAFF、ストロンガー、日音
- 製作 - うらら迷路帖製作委員会、TBS

### 主題歌
「夢路らびりんす」
オープニングテーマ。作詞は高瀬愛虹、作曲は山田高弘、編曲は大川茂伸。歌は千矢（原田彩楓）、紺（本渡楓）、小梅（久保ユリカ）、ノノ（佳村はるか）によるユニット「らびりんず」。
「go to Romance>>>>>」
エンディングテーマ。作詞はくまのきよみ、作曲は大隅知宇、編曲は千葉"naotyu-"直樹、歌はLuce Twinkle Wink☆。

### 各話リスト
| 話数   | サブタイトル                                    | 脚本     | 絵コンテ        | 演出              | 作画監督                                                                                              | 総作画監督      |
| ------ | ----------------------------------------------- | -------- | --------------- | ----------------- | --- | --------------- |
| 一占   | 少女と占い、時々おなか                          | 赤尾でこ | 鈴木洋平        | 鈴木洋平          | 廣田茜、小森篤、谷口元浩 舘崎大、河野慎也                                                             | 大塚舞          |
| 二占   | 探し物と夢、時々甘味                            | 赤尾でこ | 鈴木洋平        | 梶井瀬賀          | 村上雄、森七奈 小松香苗、岩崎亮                                                                       | 大塚舞 谷口元浩 |
| 三占   | 仲間と友達、時々ライバル                        | 福田裕子 | 鈴木行          | 三平              | 飯飼一幸、南伸一郎 藤田正幸、古池敏也                                                                 | 大塚舞          |
| 四占   | 良いこと悪いこと、時々くすぐったい              | 清水恵   | 細川ひでき      | 奥野浩行          | 謝宛倩、河野眞也、中村真悟 舘崎大、都築裕佳子、廣田茜 烏山冬美                                        | 谷口元浩        |
| 五占   | 花嫁と神様、時々はっくしゅん                    | 赤尾でこ | 岩崎良明        | 福島利規          | 小森篤、小松香苗 村上雄、森七奈                                                                       | 大塚舞          |
| 六占   | 恋と追跡、時々よーしよしよし                    | 福田裕子 | 湖山禎崇        | 湖山禎崇 西田健一 | 高橋みか、廣田茜、二宮奈那子 小野和美、河野眞也、小森篤 岩崎亮、谷川亮介、朱原デーナ 錦織成、谷口元浩 | 谷口元浩        |
| 七占   | 祝詞と魔女、時々覚悟                            | 清水恵   | 鈴木行          | 清水一伸          | 廣田茜、村上雄、小松真梨子 河野眞也、佐藤真史 徳田夢之介、大塚舞                                      | 大塚舞          |
| 八占   | いけないこととわかんないこと、 時々すっぽこぽん | 赤尾でこ | 鈴木洋平        | 梶井瀬賀          | 中村信吾、岩崎亮、舘崎大 河野眞也、小森篤、森七奈 二宮奈那子                                          | 谷口元浩        |
| 九占   | 母と心得、時々あなたのため                      | 福田裕子 | 福島利規        | 本間修 小野田雄亮 | 古池敏也、川島明子、飯飼一幸 兼子秀敬、小島唯可                                                       | 大塚舞          |
| 十占   | 四人と昇格試験、時々試練                        | 清水恵   | 細川ヒデキ      | 森川さやか        | 廣田茜、小松香苗、松下郁子 河野眞也                                                                   | 谷口元浩        |
| 十一占 | 千矢とくろう、時々涙                            | 赤尾でこ | 鈴木行          | 西田健一          | 村上雄、松岡謙治、小森篤 木野下澄江、河野眞也                                                         | 大塚舞          |
| 十二占 | お風呂とお祝い、時々笑顔                        | 赤尾でこ | 鈴木洋平 鈴木行 | 湖山禎崇          | 森七奈、小森篤、河野眞也 小松香苗、二宮奈那子                                                         | 大塚舞 谷口元浩 |

### 放送局
| 放送期間               | 放送時間                     | 放送局         | 対象地域   | 備考                      |
| ---------------------- | ---------------------------- | -------------- | ---------- | ------------------------- |
| 2017年1月6日 - 3月24日 | 金曜 1:58 - 2:28（木曜深夜） | TBSテレビ      | 関東広域圏 | 製作局 / 字幕放送         |
|                        | 金曜 2:54 - 3:24（木曜深夜） | CBCテレビ      | 中京広域圏 |                           |
|                        | 金曜 23:30 - 土曜 0:00       | サンテレビ     | 兵庫県     | [ 22 ]                    |
| 2017年1月8日 - 3月26日 | 日曜 1:00 - 1:30（土曜深夜） | BS-TBS         | 日本全域   | BS放送                    |
| 2017年1月16日 - 4月3日 | 月曜 1:00 - 1:30（日曜深夜） | TBSチャンネル1 | 日本全域   | CS放送 / リピート放送あり |

| 配信期間                | 配信時間                        | 配信サイト |
| ----------------------- | ------------------------------- | --- |
| 2017年1月10日 - 3月27日 | 月曜 12:00 更新（初回のみ火曜） | dアニメストア |
| 2017年1月12日 - 3月30日 | 木曜 12:00 更新                 | FOD アニメ放題 U-NEXT バンダイチャンネル Hulu ビデオパス dTV ゲオチャンネル 楽天ショウタイム ビデオマーケット GYAO!ストア ニコニコチャンネル PlayStation Video TSUTAYA TV J:COMオンデマンド ひかりTV アクトビラ DMM.com |

| 配信期間               | 配信時間        | 配信サイト   | 対象地域 | 備考                     |
| ---------------------- | --------------- | ------------ | -------- | ------------------------ |
| 2017年1月6日 - 3月24日 | 金曜 12:00 更新 | ビリビリ動画 | 中国大陸 | 中国語（簡体字）字幕あり |

### BD / DVD
| 巻  | 発売日        | 収録話          | 規格品番  | 規格品番  |
| 巻  | 発売日        | 収録話          | BD初回版  | DVD初回版 |
| --- | ------------- | --------------- | --------- | --------- |
| 1   | 2017年3月24日 | 第1話 - 第2話   | GNXA-1921 | GNBA-2621 |
| 2   | 2017年4月26日 | 第3話 - 第4話   | GNXA-1922 | GNBA-2622 |
| 3   | 2017年5月26日 | 第5話 - 第6話   | GNXA-1923 | GNBA-2623 |
| 4   | 2017年6月28日 | 第7話 - 第8話   | GNXA-1924 | GNBA-2624 |
| 5   | 2017年7月26日 | 第9話 - 第10話  | GNXA-1925 | GNBA-2625 |
| 6   | 2017年8月25日 | 第11話 - 第12話 | GNXA-1926 | GNBA-2626 |
| BOX | 2018年11月7日 | 第1話 - 第12話  | GNXA-1927 | -         |

| TBS 金曜1:58（木曜深夜）枠 | TBS 金曜1:58（木曜深夜）枠 | TBS 金曜1:58（木曜深夜）枠 |
| 前番組                     | 番組名                     | 次番組                     |
| -------------------------- | -------------------------- | -------------------------- |
| 私がモテてどうすんだ       | うらら迷路帖               | クロックワーク・プラネット |

## ゲーム
きららファンタジア
ドリコムによるスマートフォン向けアプリゲーム。2017年12月11日リリース。
「まんがタイムきららシリーズ」のキャラクターが多数登場し、本作からも複数名のキャラクターが登場。
アニメ放映には声付きでの出演がなかった臣・椿も新たに声優を設定し、実装された。